# Claudio Felici
Pour les articles homonymes, voir Felici.
Claudio Felici, né le 10 mars 1960 dans la Ville de Saint-Marin, est un homme politique saint-marinais, secrétaire d'État aux Finances et au Budget, aux Télécommunications et aux Relations avec les représentants des philatélistes et des numismates de 2012 à sa démission en octobre 2014. Il est remplacé par Gian Carlo Capicchioni.